# Frank A. Keating

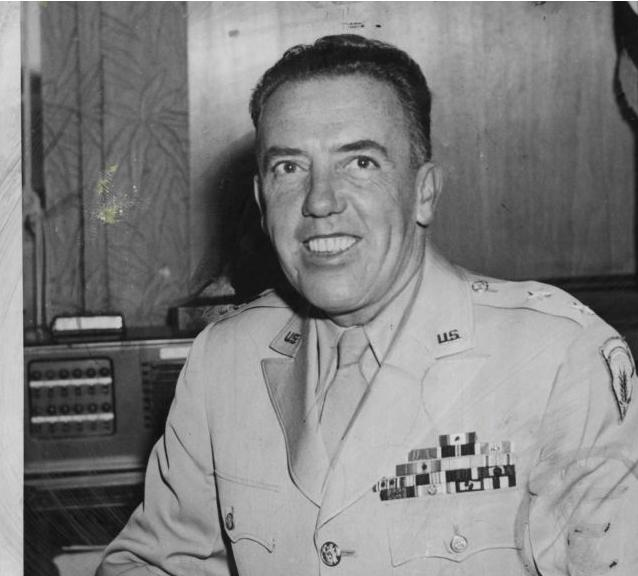
Frank A. Keating

Frank Augustus Keating (* 4. Februar 1895 in New York City; † 28. April 1973 in Cohasset) war ein US-amerikanischer Generalmajor.

## Leben
Frank Keating begann seine militärische Laufbahn im Mai 1915. Von 1917 bis 1918 kämpfte er als Oberleutnant im Ersten Weltkrieg in Frankreich. 1918 wurde er zum Hauptmann befördert und war als Dozent an der Infantry Weapons School in Châtillon-sur-Seine (Frankreich) beschäftigt. 1920 erfolgte die Beförderung zum Captain. Von 1922 bis 1924 war er Ausbilder der Nationalgarde für Iowa und Minnesota. 1924 folgten Einsätze in Japan und den Philippinen, 1929 in Hawaii. Am 24. Mai 1933 wurde Keating zum Major befördert. Nach Stationen in Cincinnati und Columbus (Ohio) absolvierte er 1939 die Generalstabsschule in Fort Leavenworth, Kansas. Danach diente er in Camp Lewis, Washington, gemeinsam mit dem damaligen Lieutenant Colonel Dwight D. Eisenhower. Am 11. Dezember 1941 wurde er zum Oberst befördert und übernahm als Stabschef die 2. Infanteriedivision in Fort Sam Houston, Texas. Am 27. Juli 1942 erfolgte die Beförderung zum Brigadegeneral.
Am 20. Januar 1944 übernahm Frank A. Keating das Kommando der 102. US-Infanteriedivision, die am 23. September bei Cherbourg in Frankreich landete. Am 23. Februar 1945 nahm Keatings Division an der „Operation Grenade“ teil, im Rahmen des XIII. US-Korps wurde die Rur bei Linnich überschritten und Krefeld am 3. März besetzt. Nach dem Rheinübergang der 9. Armee bei Wesel, erreichte die 102. Division am 4. April Münster und am 7. April Bielefeld. Nachdem Hannover am 10. April besetzt wurde, entdeckten Keatings Truppen beim Vorstoß zur Elbe das Massaker von Gardelegen. Am 21. April wurde die Demarkationslinie an der Elbe bei Stendal erreicht.
Am 2. Juli 1945 wurde Keating zum Generalmajor befördert und war von Mai 1945 bis zum Januar 1946 stellvertretender Militärgouverneur von Deutschland und Stadtkommandant von Berlin, 1946 bis 1948 Oberbefehlshaber der Truppen in Berlin, stellvertretender Militärgouverneur der US-Zone in Deutschland und Stellvertreter von Lucius D. Clay im Alliierten Kontrollrat. Nach dem Zweiten Weltkrieg war Keating 1950 als Militärberater in Korea tätig. Am 31. August 1950 ging er in den Ruhestand.